# Наталія Пакульська
Наталія Пакульська (пол. Natalia Pakulska; нар. 27 жовтня 1991, Берестя-Куявське, Польща) — польська футболістка, півзахисниця «Медика» (Конін) та національної збірної Польщі.

## Життєпис
Футболом розпочала займатися з 9-річного віку в рідному місті Берестя-Куявське, де тренувалася в місцевій команді разом з хлопцями, оскільки в клубі не було жіночої секції. Потім тренувалася в клубі «Дует» (Влоцлавек). Взявши участь у Конінському турнірі і став його найкращим гравцем, за наполяганням тренера Романа Ящака, в 14 років перейшла до «Медика» (Конін), у футболці якої виступає за дорослу команду.
Вивчала фізкультуру у Державному вищому професіональному училищі.

## Досягнення
- Екстраліга
  -  Чемпіон (4): 2014, 2015, 2016, 2017
  -  Срібний призер (4): 2010, 2011, 2012, 2013

- Кубок Польщі
  -  Володар (5): 2013, 2014, 2015, 2016, 2017